# Episodi di Invisible Man (seconda stagione)
Di seguito la lista degli episodi della seconda stagione della serie televisiva Invisible Man.
| nº | Titolo originale               | Titolo italiano                  | Prima TV USA      | Prima TV Italia   |
| -- | ------------------------------ | -------------------------------- | ----------------- | ----------------- |
| 1  | Legends                        | La grande impronta               | 13 aprile 2001    | 2 settembre 2004  |
| 2  | The Camp                       | Madri in affitto                 | 20 aprile 2001    | 17 agosto 2004    |
| 3  | The Importance of Being Eberts | L'importanza di chiamarsi Eberts | 27 aprile 2001    | 31 agosto 2004    |
| 4  | Johnny Apocalypse              | Un bambino da salvare            | 15 giugno 2001    | 1º settembre 2004 |
| 5  | Going Postal                   | Un giorno di follia              | 22 giugno 2001    | 27 agosto 2004    |
| 6  | Brother's Keeper               | La memoria di Kevin              | 29 giugno 2001    | 14 agosto 2004    |
| 7  | Insensate                      | L'uomo senza sensi               | 6 luglio 2001     | 31 agosto 2004    |
| 8  | Den of Thieves                 | In compagnia di una bomba        | 13 luglio 2001    | 19 agosto 2004    |
| 9  | Bad Chi                        | Energie negative                 | 20 luglio 2001    | 13 agosto 2004    |
| 10 | Flash to Bang                  | Fulmine a ciel sereno            | 27 luglio 2001    | 25 agosto 2004    |
| 11 | Germ Theory                    | Una teoria sbagliata             | 3 agosto 2001     | 26 agosto 2004    |
| 12 | The Choice                     | Il figlio ritrovato              | 10 agosto 2001    | 18 agosto 2004    |
| 13 | Immaterial Girl                | Una madre invisibile             | 17 agosto 2001    | 28 agosto 2004    |
| 14 | Father Figure                  | Tale padre, tale figlio          | 24 agosto 2001    | 24 agosto 2004    |
| 15 | A Sense of Community           | Una comunità speciale            | 7 settembre 2001  | 3 settembre 2004  |
| 16 | The Three Phases of Claire     | Il siero della verità            | 14 settembre 2001 | 4 settembre 2004  |
| 17 | Exposed                        | I ricordi                        | 28 settembre 2001 | 21 agosto 2004    |
| 18 | The Invisible Woman            | La donna invisibile              | 4 gennaio 2002    | 1º settembre 2004 |
| 19 | Mere Mortals                   | Comuni mortali                   | 11 gennaio 2002   | 2 settembre 2004  |
| 20 | Possessed                      | Fuori controllo                  | 18 gennaio 2002   | 3 settembre 2004  |
| 21 | Enemy of My Enemy              | A patti con il nemico            | 25 gennaio 2002   | 20 agosto 2004    |
| 22 | The New Stuff                  | L'ultima iniezione               | 1º febbraio 2002  | 3 settembre 2004  |

## La grande impronta
- Titolo originale: Legends
- Diretto da: Michael Grossman
- Scritto da: Craig Silverstein

### Trama
Bigfoot è invisibile? Fawkes inizia a chiedersi se la ghiandola sia stata ispirata da una fonte naturale quando lui e Hobbes sono stati inviati per indagare su una serie di morti nel deserto.

## Madri in affitto
- Titolo originale: The Camp
- Diretto da: Greg Yaitanes
- Scritto da: Jonathan Glassner

### Trama
Il nuovo Agente, Alex Monroe si unisce all'Agenzia, ma la sua agenda ruota interamente intorno alla ricerca e al salvataggio di suo figlio piccolo.

## L'importanza di chiamarsi Eberts
- Titolo originale: The Importance of Being Eberts
- Diretto da: Michael Grossman
- Scritto da: Dean Orion

### Trama
Qualcuno inizia a tentare di hackerare i computer dell'Agenzia, Eberts diventa una risorsa della squadra nel tentativo di rintracciare l'hacker. Tuttavia, il comportamento di Eberts, dopo essere entrati in "incognito" e dopo un assalto, diventa sempre più strano fino a quando tutti iniziano a chiedersi quanto bene lo conoscessero realmente.

## Un bambino da salvare
- Titolo originale: Johnny Apocalypse
- Diretto da: Greg Yaitanes
- Scritto da: David Levinson

### Trama
Monroe manda Fawkes e Hobbes a recuperare Adam, un ragazzo infettato da un virus un grado di uccidere milioni di persone. Rendendosi conto che intende uccidere il ragazzo, Fawkes fugge con Adam e cerca qualcuno che possa aiutarti, anche se questo significa fare affari con Chrysalis.

## Un giorno di follia
- Titolo originale: Going Postal
- Diretto da: Bill Norton
- Scritto da: Gabrielle Stanton e Harry Werksman

### Trama
Fawkes, Hobbes e Monroe si alternano a vicenda raccontando la loro missione in una missione all'ufficio postale dell'ufficio postale dove Hobbes improvvisamente impazzisce e tenta di sparare ai lavoratori.

## La memoria di Kevin
- Titolo originale: Brother's Keeper
- Diretto da: Greg Yaitanes
- Scritto da: Craig Silverstein

### Trama
Usando lo stesso metodo di risveglio dei ricordi memorizzati nell'RNA come nell'episodio 1.11, Darien risveglia la mente del fratello per vedere se Kevin sa come estrarre la ghiandola. Arnaud scopre il ritorno di Kevin e lo rapisce nella speranza di risolvere i suoi problemi di invisibilità permanente. Kevin non vuole aiutare nessuno dei due e scrivendo una lettera di addio, conclude che Darien è l'unica persona che può tenere quella ghiandola.

## L'uomo senza sensi
- Titolo originale: Insensate
- Diretto da: Michael Grossman
- Scritto da: Jonathan Glassner

### Trama
Un uomo privo di sensi eccetto il tatto appare nell'appartamento di Fawkes. Chiamandosi Tommy Walker, lo straniero afferma di essere un evaso da un altro esperimento governativo. Walker può aiutare a rimuovere la ghiandola, Fawkes si mette in salvo per salvarlo da un'agenzia che è disposta a uccidere chiunque per mantenere segreto il sapere di Walker.

## In compagnia di una bomba
- Titolo originale: Den of Thieves
- Diretto da: Bill Norton
- Scritto da: Gabrielle Stanton e Harry Werksman

### Trama
Darien va sotto copertura come un criminale per aiutare a fermare un terrorista prima che abbia la possibilità di attuare il suo piano.

## Energie negative
- Titolo originale: Bad Chi
- Diretto da: James A. Contner
- Scritto da: Dean Orion

### Trama
Darien va da un agopuntore quando la sua schiena inizia a infastidirlo. Un punto di pressione fa attivare la ghiandola e l'agopuntore conclude che un agente invisibile potrebbe essere in grado di risolvere un problema per lei, che lo voglia o meno.

## Fulmine a ciel sereno
- Titolo originale: Flash to Bang
- Diretto da: Bill Norton
- Scritto da: Craig Silverstein

### Trama
Dopo essere stato colpito da un fulmine durante un'operazione contro Chrysalis, Fawkes si sveglia nell'ospedale senza memoria. Mentre i medici cercano di capire cosa significhi il nodulo della sua scansione cerebrale, Chrysalis, L'agenzia e Arnaud corrono per essere i primi a rivendicare la proprietà del paziente di John Doe (aka Darien Fawkes).

## Una teoria sbagliata
- Titolo originale: Germ Theory
- Diretto da: George Huang
- Scritto da: Tom J. Astle

### Trama
Una dose sperimentale di antidoto inizia a diffondere l'invisibilità permanente a coloro con cui Fawkes entra in contatto. Mentre gli agenti iniziano a sperimentare la follia da Quicksilver, Claire cerca una soluzione prima che l'antidoto diventi inefficace.

## Il figlio ritrovato
- Titolo originale: The Choice
- Diretto da: Michael Grossman
- Scritto da: Ann McGrail

### Trama
Un'incursione in una fattoria gestita da Crisalide, riesce a far ricongiungere Alex al suo figlio, ma si scopre che il bambino è il figlio biologico di Jarod Stark e sua moglie, Alex era solo una madre surrogata. Ma quando la madre adottiva arriva sulla soglia di casa, Monroe deve mettere in discussione chi sarebbe diventato un genitore migliore.

## Una madre invisibile
- Titolo originale: Immaterial Girl
- Diretto da: Michael Grossman
- Scritto da: Jonathan Glassner e David Levinson

### Trama
Fawkes inizia a vedere una donna fantasma e l'indagine che segue lo porta alla figlia della donna, e ad una strana situazione di omicidio.

## Tale padre, tale figlio
- Titolo originale: Father Figure
- Diretto da: Michael Grossman
- Scritto da: David Levinson

### Trama
La ricerca di Fawkes e Hobbes su un cecchino agente li conduce all'ultima persona che Darien si aspettava di rivedere: suo padre.

## Una comunità speciale
- Titolo originale: A Sense of Community
- Diretto da: Jay Tobias
- Scritto da: Gabrielle Stanton e Harry Werksman

### Trama
Fawkes e Hobbes si ritrovano in una casa di riposo per agenti segreti le cui identità sono state rivelate a causa di una ricerca su dei soldi di un'agenzia fittizia. Nessuno dei due è interessato a restare, ma lasciare questa comunità risulta essere contrario alle regole.

## Il siero della verità
- Titolo originale: The Three Phases of Claire
- Diretto da: Martin Wood
- Scritto da: Dean Orion

### Trama
Claire viene accidentalmente iniettata con un siero sperimentale della verità. Si dice che il farmaco abbia tre fasi; balbettio costante, paranoia e perdita di inibizioni. Rapita dal terrorista su cui si doveva testare tale farmaco, Claire si sforza di trattenere tutti i segreti del Progetto Quicksilver mentre Fawkes e Hobbes cercano di rintracciarla.

## I ricordi
- Titolo originale: Exposed
- Diretto da: Ian Barry
- Scritto da: Gabrielle Stanton e Harry Werksman

### Trama
I ricordi di Tommy Walker stanno cominciando a riaffiorare, ma quando Walker capisce chi era, si chiede se vuole vivere con la persona che è ora.

## La donna invisibile
- Titolo originale: The Invisible Woman
- Diretto da: Adam Davidson
- Scritto da: Dean Orion

### Trama
Una scienziata cinese che usa un dispositivo per diventare invisibile cerca l'aiuto di Fawkes per rimanere tale in modo indefinito, dato che è orribilmente sfregiata, anche se il suo governo sostiene di essere un terrorista. Fawkes deve fare il doppio gioco con i suoi datori di lavoro per scoprire chi può fidarsi.

## Comuni mortali
- Titolo originale: Mere Mortals
- Diretto da: Michael Grossman
- Scritto da: Steven D. Binder

### Trama
L'antidoto inizia a non funzionare come una volta. Claire spegne la ghiandola per fare esperimenti. Darien gode della libertà di poter fare bungee jumping e fare sesso occasionale senza diventare invisibile ma L'Agenzia ha programmato un furto e Fawkes è ancora il miglior agente per il lavoro, con o senza l'invisibilità.

## Fuori controllo
- Titolo originale: Possessed
- Diretto da: Michael Grossman
- Scritto da: Julie Ferber Frank

### Trama
Fawkes vuole provare un nuovo antidoto, solo che quest'ultimo, senza aver ricevuto i dovuti test, gli provoca problemi. Inizia ad entrare in Pazzia da Quicksilver molto prima del dovuto ed altro effetto collaterale, i frammenti di quicksilver nel momento in cui Fawkes diventa visibile non si degradano, rendendo tutte le persone che possono entrare in contatto con quei frammenti, vittima di pazzia di Quicksilver.

## A patti con il nemico
- Titolo originale: Enemy of My Enemy
- Diretto da: Craig Silverstein
- Scritto da: Craig Silverstein

### Trama
Darien trova dentro una viticoltura di Crisalide, Arnaud reduce dall'intervento di rimozione della ghiandola. I due devono lavorare insieme per liberarsi da Crisalide. Arnaud si rivolge all'Agenzia, ma lascia una possibilità di rimuovere il difetto della pazzia da Quicksilver all'interno della ghiandola di Darien. Darien chiede a Claire di capire la formula anche se sta mettendo a rischio il suo lavoro.

## L'ultima iniezione
- Titolo originale: Last stuff
- Diretto da: Michael Grossman
- Scritto da: Craig Silverstein

### Trama
Claire riesce a modificare la ghiandola, liberando Darien dalla dipendenza da Quicksilver. Darien, dunque, è ormai libero dall'Ufficiale e dall'Agenzia ed è trasferito all'FBI; Claire viene invece licenziata. Poiché nel frattempo Crisalide torna alla riscossa, con riluttanza i due tornano in seno all'Agenzia per continuare la lotta.